# Drosera arenicola
Drosera arenicola este o specie de plante carnivore din genul Drosera, familia Droseraceae, ordinul Caryophyllales, descrisă de Julian Alfred Steyermark.
Este endemică în Venezuela.

## Subspecii
Această specie cuprinde următoarele subspecii:
- D. a. arenicola
- D. a. occidentalis